# Мытищи
Мыти́щи — город в Московской области, Россия. Северо-восточный город — спутник Москвы. Мытищи — часть городской агломерации столицы, формирует единый слитный мегаполис Москвы. Образует административно-территориальную единицу (город областного значения с административной территорией) и одноимённое муниципальное образование городской округ Мытищи.
Население в 2023 году — 275 313 человек.
Мытищи расположены в 19 км к северо-востоку от центра Москвы, на реке Яузе. Непосредственно граничит со столицей по МКАД в районе Ярославского шоссе и Осташковского шоссе. Один из крупнейших центров культуры, науки и промышленности Московской области. Железнодорожный узел на линии Москва — Архангельск.

## Этимология
Название города происходит от так называемой мытной пошлины (или «мыта»), взимавшейся с торговцев, шедших волоком из Яузы в Клязьму. Когда в начале XIV века город Коломна перешёл от рязанских князей во владение к московским, появилась возможность пользоваться более удобным и коротким (около километра) волоком из реки Нерской в реку Ушну. В связи с этим судоходство по Яузе прекратилось, сбор мыта был переведён в Москву, а место, где некогда собирали мыт, стало называться Яузским Мытищем. Слово «мытище» не означает большой мыт. Оно образовано по аналогии с другими подобными словами. Так, например, пожарище — место, где был пожар, пепелище и печище — где был жилой дом с печью и очагом, городище — где был город. Таким образом, «мытище» — это место, где был мыт.

## История
Непосредственным предшественником города Мытищи стало село Большие Мытищи, выросшее на месте села Яузское Мытище, известное в XV веке.

В XVIII веке Большие Мытищи были перевалочным пунктом императрицы Елизаветы Петровны. В нём она отдыхала по пути на богомолье в Троице-Сергиеву лавру.

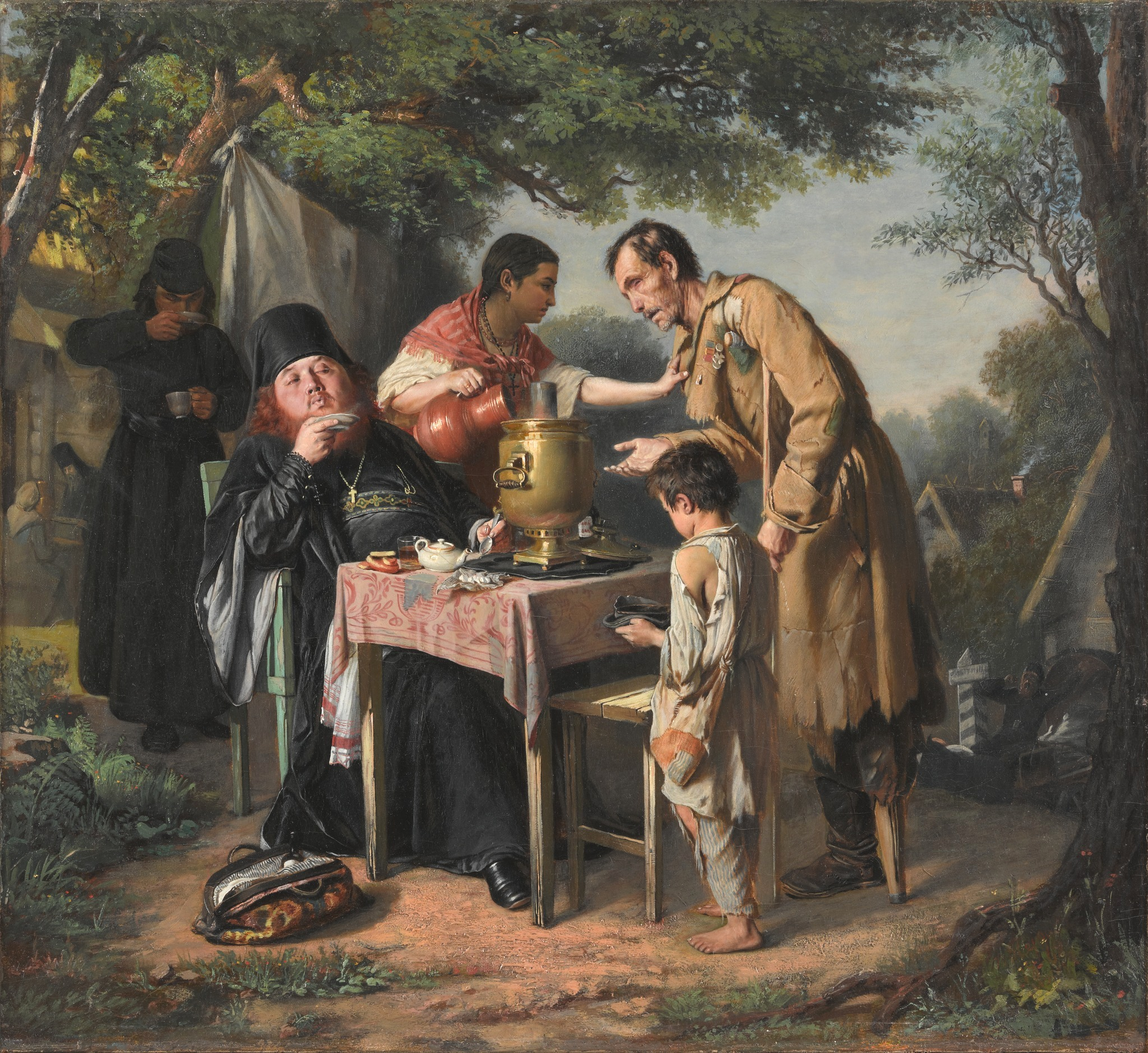
В. Г. Перов, «Чаепитие в Мытищах, близ Москвы», 1862 год

Местность эта издавна славилась хорошей питьевой водой и большим количеством колодцев. Известно, что благодаря вкусной и чистой воде здесь происходили знаменитые чаепития богомольцев, а также пированье людей, специально приезжавших сюда из Москвы отдохнуть. Одно из таких чаепитий изображено на картине художника Василия Перова «Чаепитие в Мытищах».
К концу XVIII века потребность Москвы в питьевой воде возросла настолько, что императрица Екатерина II была вынуждена дать указание изыскать вблизи города достаточно богатые источники питьевой воды. Изыскательские работы были начаты в 1778 году, а уже в 1780 году мытищинские ключи давали Москве ежегодно по трём акведукам — Мытищинскому, Ичковскому и Ростокинскому 330 тысяч ведёр воды. С 1804 года стал действовать Мытищинский водопровод. В Москве, у Крестовской заставы, где стояли водонапорные башни и проходили трубы Мытищинского водопровода, в XIX веке были проложены улицы, получившие название 1-3-й Мытищинских, а также Мытищинский проезд.
В середине XIX века в Мытищах организуются первые предприятия; в 1861 году через Мытищи подошла железная дорога, а в 1896 году начал работать вагоностроительный завод С. И. Мамонтова; с 1908 года начала работать первая в России фабрика искусственного шёлка «Вискоза». Во второй половине XIX — начале XX века Мытищи и окрестные деревни стали популярными дачными местами.
Мытищи имеют статус города с 17 августа 1925 года.
В 1929 году был введён в эксплуатацию второй в СССР электрифицированный участок «Москва — Мытищи» на постоянном токе 1,5
кВ.
В 1932 году территория города была существенно расширена: согласно постановлению президиума Мособлисполкома № 8 (протокол № 56) от 4 октября 1932 года и утверждающим его постановлением Президиума ВЦИК от 20 ноября 1932 года в неё были включены селения Большие Мытищи, Рупасово, Шарапово, Заречная Слобода, Леонидовка, Перловка, Тайнинские выселки, Дружба и Тайнинка. 16 ноября 2015 года поселок Пироговский включён в черту города Мытищи.
В 2015 году получил статус города областного подчинения.

## География

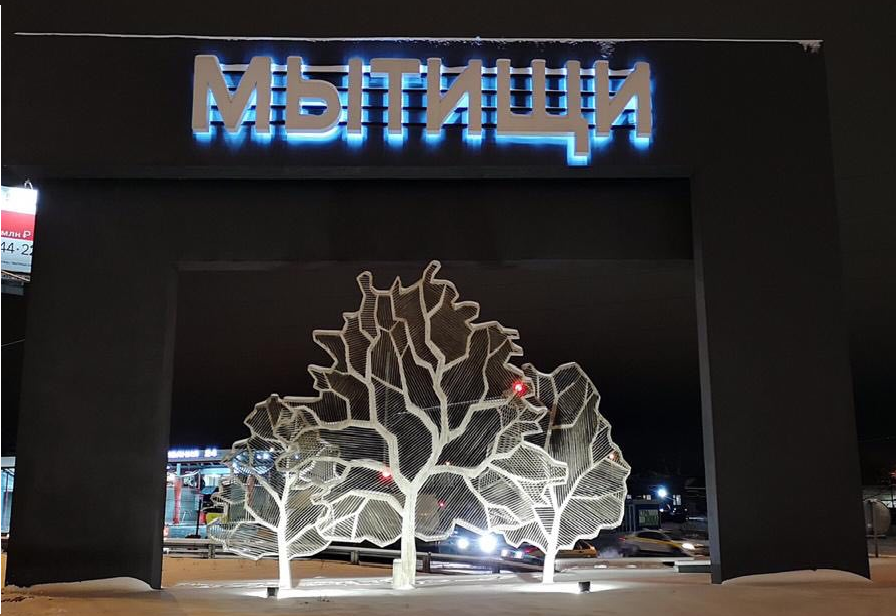
Стела при въезде в город Мытищи

### Рельеф
Город Мытищи расположен на южном склоне Клинско-Дмитровской возвышенности, на слабоволнистой и плоской пониженной равнине с общим уклоном на восток.

### Гидрография
По территории города протекают реки Яуза, Сукромка, Борисовка (приток Сукромки), Работня, Ичка (в НП «Лосиный остров»), а также есть несколько прудов (Рупасовские пруды, пруд в районе пересечения улиц Сукромка и Лётная в Алексеевском сквере, пруд в районе пересечения Олимпийского проспекта и 4530-го проезда, Комиссаровский пруд в районе пересечения Клубной и Набережной улиц).

### Климат
| Показатель                                | Янв. | Фев. | Март | Апр. | Май  | Июнь | Июль | Авг. | Сен. | Окт. | Нояб. | Дек. | Год |
| ----------------------------------------- | ---- | ---- | ---- | ---- | ---- | ---- | ---- | ---- | ---- | ---- | ----- | ---- | --- |
| Средний суточный максимум, °C             | −5,9 | −4,7 | 1,2  | 10,3 | 18,2 | 21,9 | 23,8 | 21,7 | 15,6 | 8    | 0,4   | −3,7 | 8,9 |
| Средняя температура, °C                   | −8,8 | −8,3 | −2,8 | 5,6  | 12,6 | 16,5 | 18,4 | 16,4 | 10,8 | 4,7  | −1,9  | −6,2 | 4,8 |
| Средний суточный минимум, °C              | −12  | −12  | −6,6 | 1,2  | 6,9  | 11   | 13,3 | 11,5 | 6,7  | 1,8  | −4,2  | −8,7 | 0,7 |
| Норма осадков, мм                         | 46   | 39   | 36   | 37   | 54   | 75   | 85   | 79   | 62   | 62   | 52    | 50   | 677 |
| Источник: Meteoblue.com, Climate-data.org |      |      |      |      |      |      |      |      |      |      |       |      |     |

Москва и Московская область относятся к умеренному климатическому поясу. Среднегодовая температура +4,8 °С; абсолютный минимум −43 °С, абсолютный максимум +38 °С. Средняя расчётная температура наиболее холодного месяца −8,8 °С. Средняя максимальная температура наиболее жаркого месяца +23,8 °С. Средняя многолетняя температура верхних слоёв почвы (на глубине 0,2 м) достигает +18,9 °C в июле, и −6,2 °C — в январе-феврале.
Появление снежного покрова наблюдается (в среднем) с 3 ноября, образование устойчивого покрова — с 26 ноября. Разрушение покрова начинается в среднем 6 апреля, сход снега происходит 11 апреля. Сохраняется снежный покров примерно 140 дней. Его высота в течение зимнего периода возрастает от 2—5 см в ноябре до 30—40 см во второй-третьей декаде февраля.
В зоне НП «Лосиный остров» за год выпадает до 677 мм осадков. Число дней с осадками составляет 182—183. Среднее число дней с различными видами оледенений за год — 24.
Среднемесячная скорость ветра колеблется от 1,7 до 4,0 м/с, в среднем за год в районе ВДНХ составляет 2,2 м/сек, на территории Лосиного острова — 3,5 м/с. В зимний период наблюдаются наибольшие скорости ветра. Преобладающими в годовом ходе являются ветры южных, юго-западных и западных румбов, в период с июня по октябрь явно преобладают ветры западного
направления.

### Зелёные массивы
Непосредственно на территории города расположены:
- Центральный парк культуры и отдыха города Мытищи (ЦПКиО г. Мытищи),
- Парк императора Николая II,
- Сквер им. Г. М. Стрекалова,
- Бульвар ветеранов,
- аллея Ветеранов,
- Кешина Аллея (в память об Иннокентии Самохвалове),
- парк Леонидовка,
- аллея на ул. Академика Каргина,
- сквер на Трудовом переулке,
- дендрологический парк МГУЛ,
- зелёный массив в районе Рупасовских прудов,
- Перловский парк,
- Парк Яуза
- поймы рек Яузы, Сукромки, Борисовки.

С северной стороны к городу примыкает Пироговский лесопарк и Мытищинский лесопарк, а с восточной стороны — НП «Лосиный Остров».
До недавнего времени в Мытищах также был Летний сад Вагонного завода, благоустроенный в 1930-х годах на месте бывшего Челноковского парка. Теперь почти вся его территория покрыта торгово-развлекательным центром «Фрегат» и Олимпийским проспектом, сохранилось только несколько старых лип.

## Население
| 1852     | 1859     | 1897     | 1899     | 1917     | 1926     | 1931     | 1939     | 1959     | 1962     | 1964     |
| -------- | -------- | -------- | -------- | -------- | -------- | -------- | -------- | -------- | -------- | -------- |
| 389      | ↗435     | ↗1000    | ↗1026    | ↗7000    | ↗17 000  | ↗23 100  | ↗60 118  | ↗98 606  | ↗107 000 | ↗111 000 |
| 1967     | 1970     | 1973     | 1975     | 1976     | 1979     | 1982     | 1985     | 1986     | 1987     | 1989     |
| ↗112 000 | ↗118 653 | ↗125 000 | ↗134 000 | →134 000 | ↗140 656 | ↗148 000 | ↗151 000 | ↘150 000 | ↗152 000 | ↗154 068 |
| 1990     | 1991     | 1992     | 1993     | 1994     | 1995     | 1996     | 1997     | 1998     | 1999     | 2000     |
| ↘154 000 | →154 000 | →154 000 | ↘153 000 | ↘152 000 | ↗153 000 | →153 000 | →153 000 | ↗155 000 | ↗155 700 | →155 700 |
| 2001     | 2002     | 2003     | 2004     | 2005     | 2006     | 2007     | 2008     | 2009     | 2010     | 2011     |
| ↗157 000 | ↗159 900 | →159 900 | ↗161 400 | ↗161 500 | ↗161 800 | ↗162 700 | ↗163 400 | ↗164 299 | ↗173 160 | ↗173 300 |
| 2012     | 2013     | 2014     | 2015     | 2016     | 2017     | 2018     | 2019     | 2020     | 2021     | 2023     |
| ↗174 971 | ↗178 672 | ↗183 224 | ↗187 119 | ↗201 130 | ↗205 397 | ↗211 606 | ↗222 739 | ↗235 504 | ↗255 429 | ↗266 436 |
| 2024     |          |          |          |          |          |          |          |          |          |          |
| ↗275 313 |          |          |          |          |          |          |          |          |          |          |

Мытищи — третий по числу жителей после Балашихи (530 311), Подольска (312 911) город в Московской области.
На 1 января 2025 года по численности населения город находился на 73-м месте из 1124 городов Российской Федерации.
Национальный состав
По итогам переписи населения 2020 года проживали следующие национальности (национальности менее 0,1 % и другое, см. в сноске к строке «Другие»):
| Национальность | Численность, чел. | Доля     |
| -------------- | ----------------- | -------- |
| Русские        | 158 770           | 62,16 %  |
| Армяне         | 2615              | 1,02 %   |
| Татары         | 1430              | 0,56 %   |
| Украинцы       | 1375              | 0,54 %   |
| Киргизы        | 555               | 0,22 %   |
| Узбеки         | 458               | 0,18 %   |
| Азербайджанцы  | 445               | 0,17 %   |
| Белорусы       | 434               | 0,17 %   |
| Таджики        | 414               | 0,16 %   |
| Евреи          | 314               | 0,12 %   |
| Чуваши         | 264               | 0,10 %   |
| Другие         | 88 355            | 34,60 %  |
| Итого          | 255 429           | 100,00 % |

## Экономика

### Промышленность

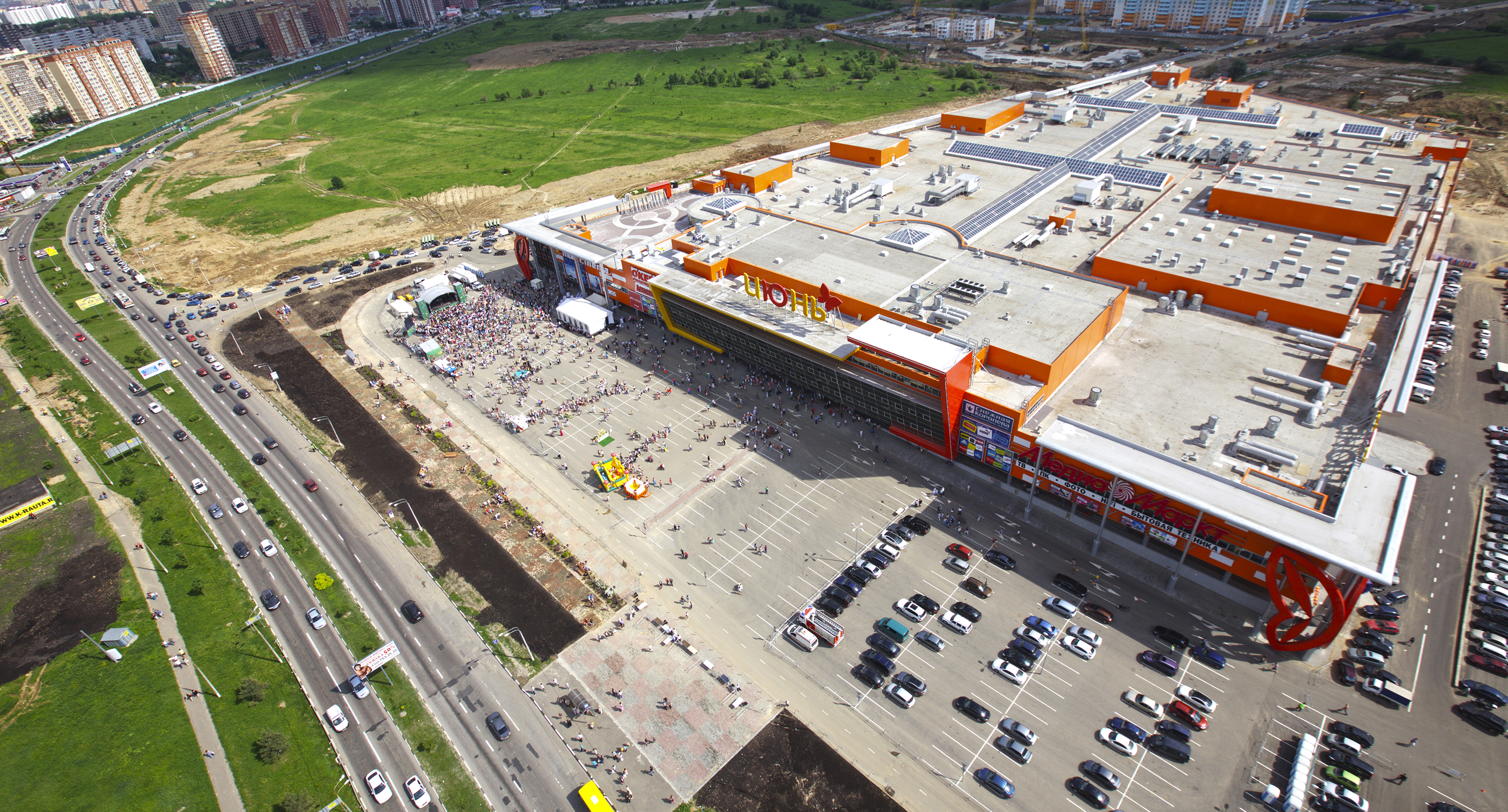
Торгово-развлекательный центр «Июнь»

Главная промышленная отрасль, получившая развитие в городе — машиностроение. Работает машиностроительный завод (ОАО «Метровагонмаш») — производство вагонов метро (крупнейший завод подобной специализации на территории СНГ), автосамосвалов, автоприцепов; электромеханический (кабели, электронная аппаратура), ЗАО «Мытищинский приборостроительный завод» — производство автоспецтехники различного назначения, сварочных аппаратов; завод «Энергопромавтоматика»; ООО «ЛИРСОТ» (бывшее НПО «Химволокно»); ОАО «ГИПРОИВ»; ГК «Ротопласт» (предприятие полного цикла по производству пластиковых изделий); ОАО «Мосстройпластмасс» (производство синтетических смол, линолеума, изделий из пластмассы); ОАО «Особое конструкторское бюро кабельной промышленности» (ОКБКП); завод «Стройперлит»; ООО «Дорожные знаки»; завод по производству эковаты (ООО «Промэковата»); Кофейный завод «Интеркафе» по производству растворимого кофе, предприятия пищевой промышленности ОАО «Мытищинский молочный завод» и др. До недавнего времени функционировал Мытищинский завод художественного литья (МЗХЛ) «Вель». В городе расположено крупное пивоваренное предприятие — ЗАО «Московская пивоваренная компания».

### Строительство
Ведётся активное жилищное строительство, а также строительство торговых центров и производственных комплексов. По итогам 2016 года Мытищи вошли в пятёрку лидирующих районов Подмосковья по вводу строительных объектов. На май 2017 года в районе строится девять жилых комплексов. Наиболее крупные — квартал «Новое Медведково», который состоит из 44 корпусов и должен вместить около 14 000 жителей, ЖК «Ярославский» (около 1 млн м² жилья), ЖК «Олимпийский», ЖК «Большие Мытищи — Тайнинская» На 2021 год в Мытищах ведётся реконструкция ряда общеобразовательных учреждений, строительство ЖК «Отрадный», ЖК «Кит», ЖК «Мытищи-Холл», ЖК «Атлантис», ЖК «Dom Smile», ЖК «Мытищи Парк». Завершено строительство путепровода от Ярославского шоссе на улицу Мира.

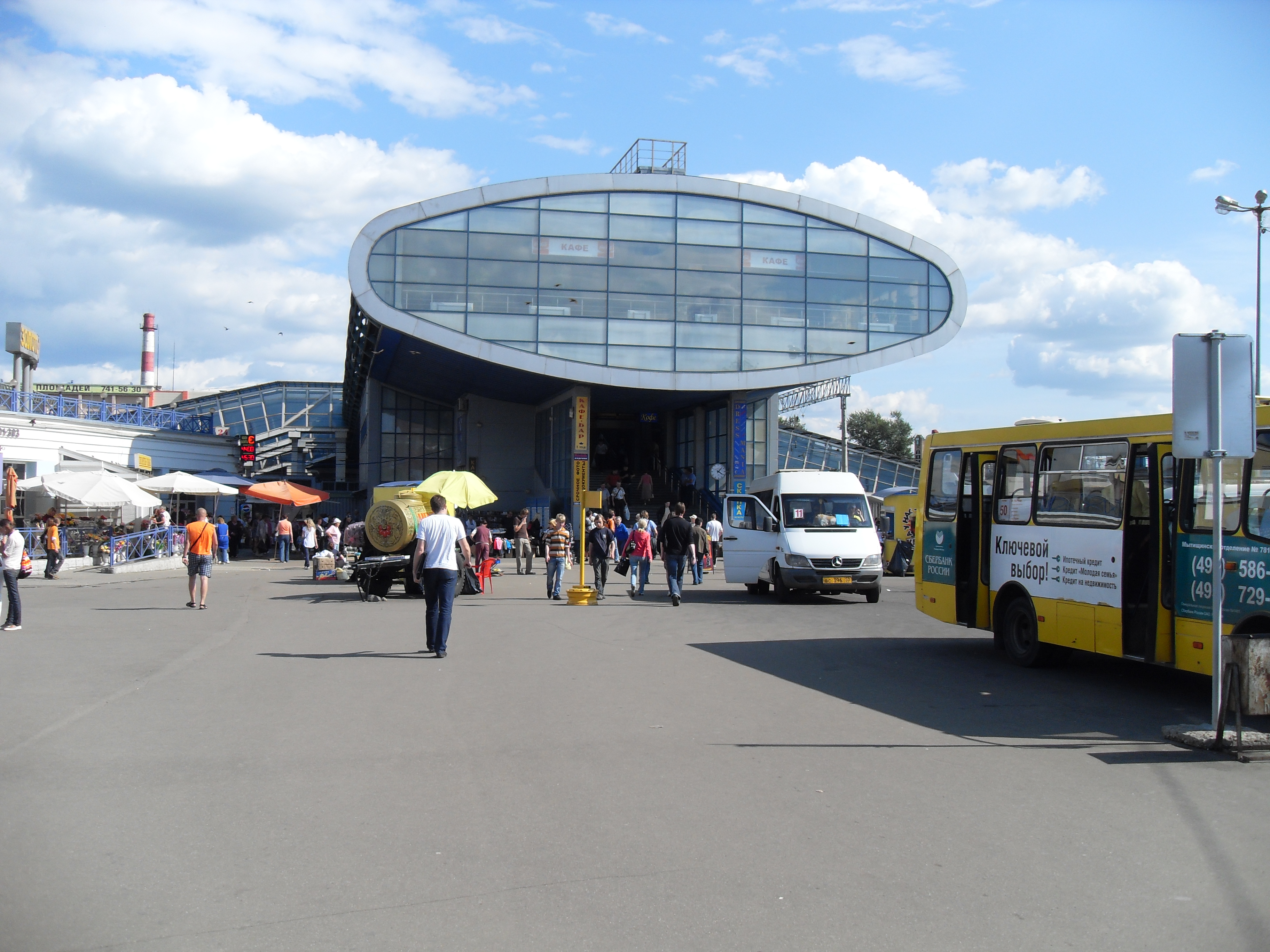
Железнодорожная станция

## Транспорт
На 2024 год, город имеет четыре въезда автотранспорта из Москвы: два по Ярославскому шоссе, один по Осташковскому шоссе и ещё один с внешнего кольца МКАД, ведущий на Трудовую улицу.
Дорожная сеть продолжает развиваться, в период 2002—2005 годов был существенно расширен въезд через Осташковское шоссе к улице Мира, в 2008 году закончено строительство эстакады на Ярославском шоссе к Олимпийскому проспекту.
22 сентября 2021 года открыто движение по новому путепроводу, соединяющему улицы Фрунзе и Мира с выездом на Ярославское шоссе.
13 декабря 2022 года открыт путепровод, соединяющий Ярославское шоссе с улицей Фрунзе.

### Общественный транспорт
Через город проходит железная дорога, соединяющая его с основной Москвой и населёнными пунктами северо-востока Московской области. 14 февраля 2004 года на железнодорожной станции был открыт новый пешеходный мост с распределительным залом. Из города Мытищ действуют маршруты на электропоездах до станций «Ярославский вокзал», «Александров-1», «Фрязино-Пассажирская», «Фрязево».
От Мытищинского автовокзала организован ряд автобусных маршрутов до населённых пунктов округа и других. Городской транспорт представлен сетью из 21 маршрута автобусов и маршрутных такси. Часть маршрутов последних дублирует автобусные.

### Проекты развития транспортной системы
Имеются проекты строительства непосредственного въезда в Мытищи к улицам Лётная, Юбилейная, Благовещенская, Новомытищинскому проспекту, на улицу Мира, но сроки их реализации пока не определены.
Планы по продлению в Мытищи Калужско-Рижской линии Московского метрополитена существуют с 1987 года, станция «Челобитьево» даже обозначалась на официальных схемах как строящаяся, однако фактически строительные работы не начинались. Актуальный проект продления включает две станции — «Челобитьево» и «Мытищи», власти Москвы займутся его рассмотрением после 2019 года.
В июле 2020 года заместитель Мэра Москвы по градостроительной политике и строительству Андрей Бочкарёв заявил, что разработка проекта по продлению столичного метро в Мытищи начнётся после 2023 года.

## Наука
В городе расположены ОАО «ГИПРОИВ» (Головной институт по проектированию предприятий искусственного волокна), НПК ООО «ЛИРСОТ» (профиль деятельности — синтетическое волокно), НИИ радиоизмерительных приборов, НИИ гигиены им. Ф. Ф. Эрисмана, Научно-исследовательский центр по проблемам управления ресурсосбережением и отходами (ГУ НИЦПУРО), 32-й ГНИИ Минобороны России, 22-й ЦНИИ Минобороны России, 16-й ЦНИИ им. маршала Белова Минобороны России, ФГУП НИИ специализированных систем связи «Интеграл», АО «Особое конструкторское бюро кабельной промышленности» (ОКБ КП), Московский государственный строительный университет (МГСУ) (Мытищинский филиал).
С 1952 по 1992 год здесь также размещался НИИ Овощного хозяйства (НИИОХ) (Новомытищинский проспект, 84)
С 2021 года работает Научно-исследовательский клинический институт детства Минздрава Московской области (Коминтерна,24А стр. 1).

## Образование
Основные образовательные учреждения Мытищ:
- Российский университет кооперации,
- филиал Московского государственного строительного университета,
- филиал Московского государственного технического университета им. Н. Э. Баумана,
- филиал Московского государственного областного университета,
- представительство Современной гуманитарной академии,
- представительство Московского государственного индустриального университета (МГИУ),
- московский областной медицинский колледж,
- машиностроительный колледж,

Школы Мытищ:
- Гимназия № 1
- Лицей № 2
- Средняя общеобразовательная школа № 3
- Средняя общеобразовательная школа № 4
- Средняя общеобразовательная школа № 6
- Средняя общеобразовательная школа № 7
- Средняя общеобразовательная школа № 8
- Средняя общеобразовательная школа № 9
- Средняя общеобразовательная школа № 10
- Гимназия № 11 с изучением иностранных языков
- Средняя общеобразовательная школа № 14
- Лицей № 15
- Гимназия № 16
- Гимназия № 17
- Средняя общеобразовательная школа № 19
- Средняя общеобразовательная школа № 24 им. 9-й Гвардейской Краснознамённой стрелковой дивизии
- Средняя общеобразовательная школа № 29
- Средняя общеобразовательная школа № 31
- Средняя общеобразовательная школа № 32
- Многопрофильная лингвистическая гимназия № 33
- Лицей № 34
- Школа для обучения с ограниченными возможностями здоровья

## Архитектура и достопримечательности

### Объекты культурного наследия

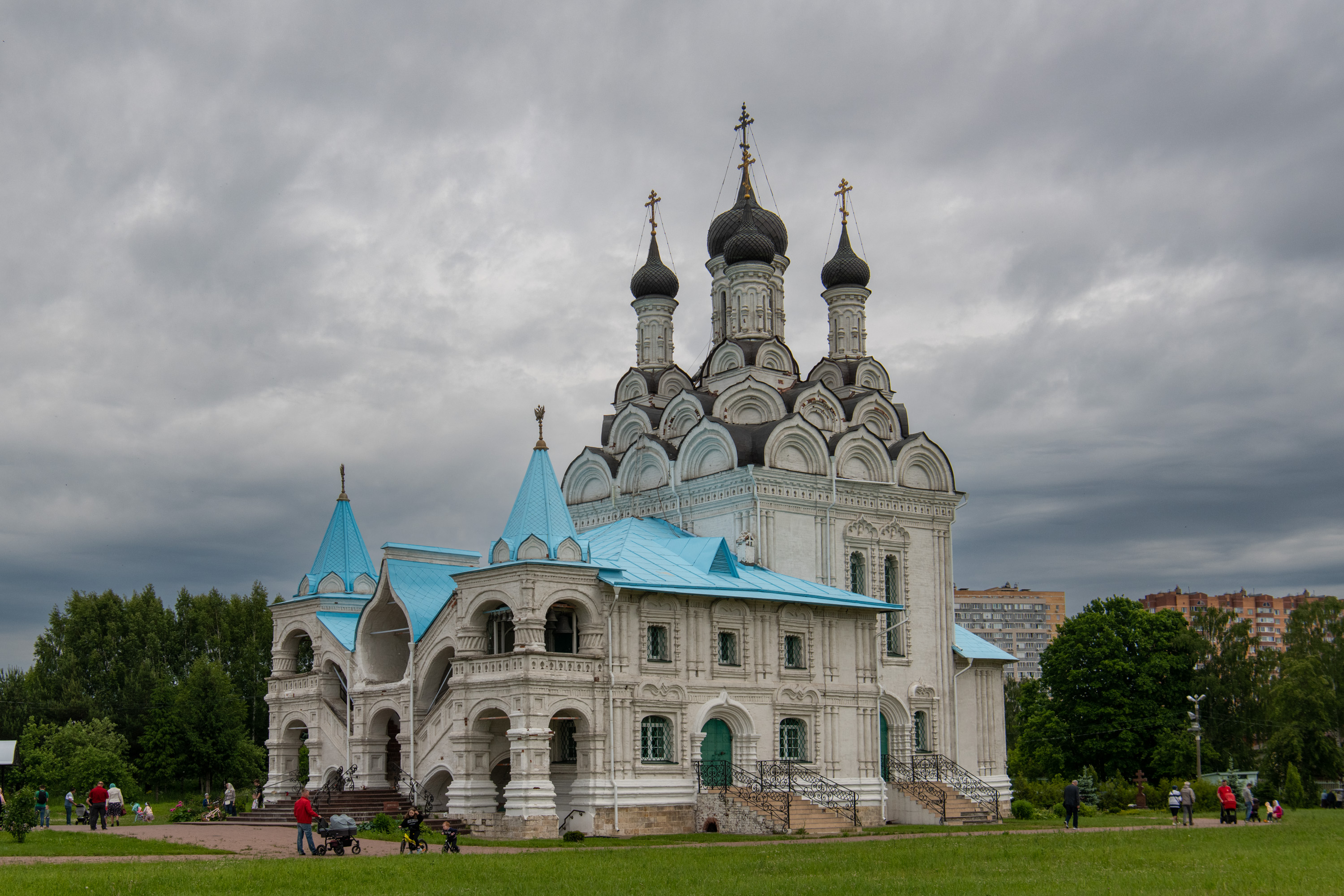
Благовещенский храм в Тайнинском в 2022 году

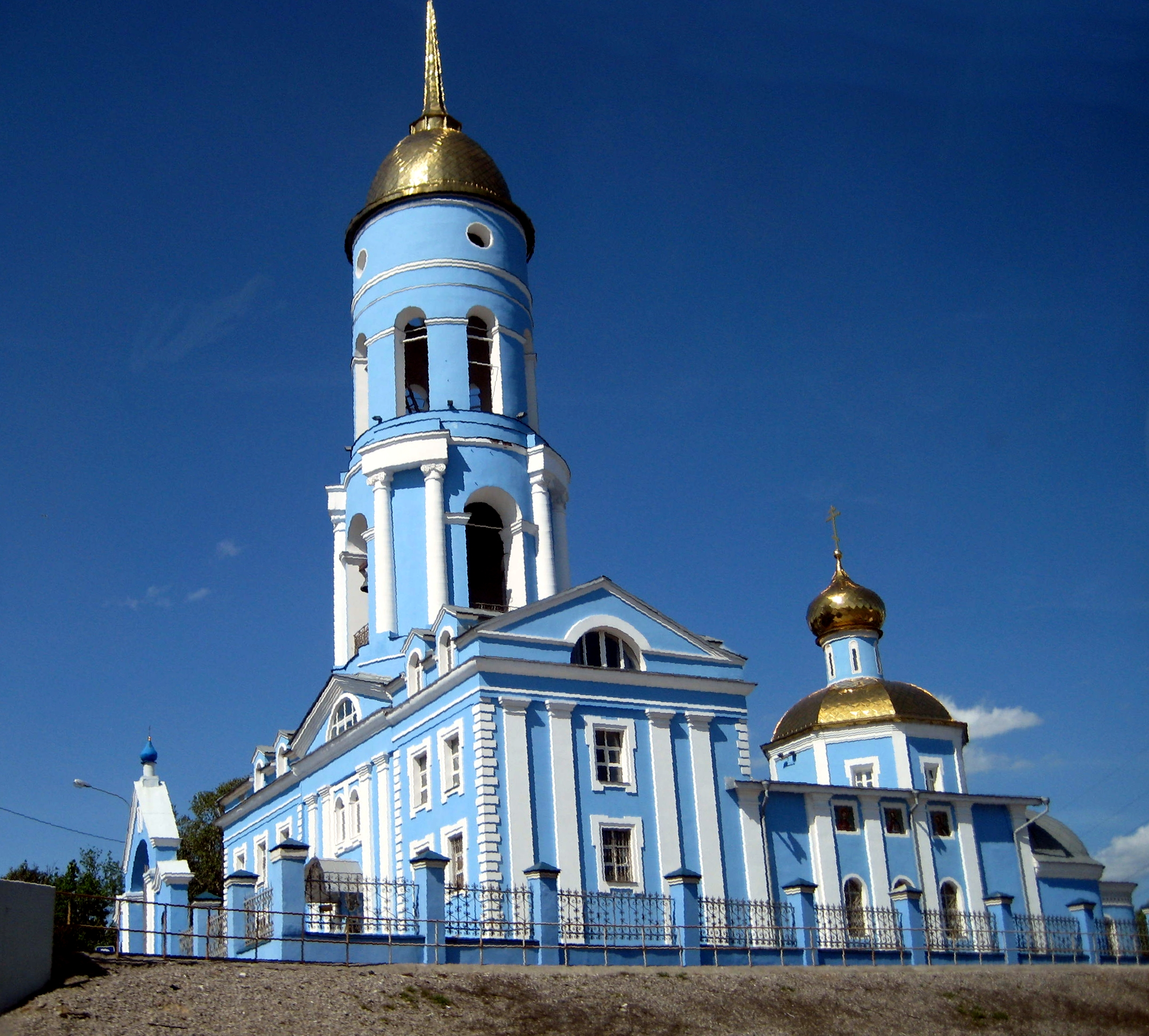
Храм во имя Владимирской иконы Божией Матери в Мытищах

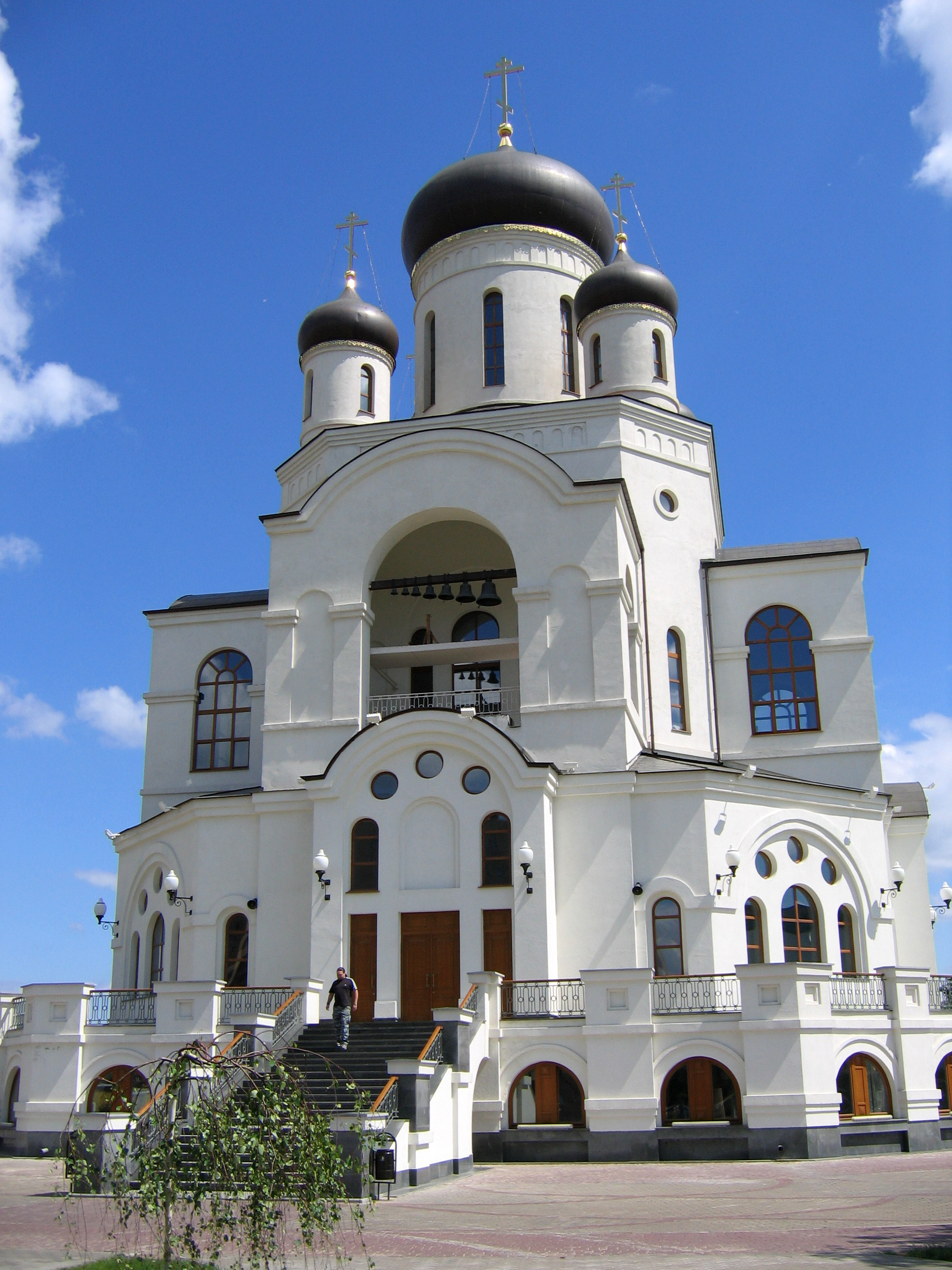
Храм Рождества Христова в Мытищах

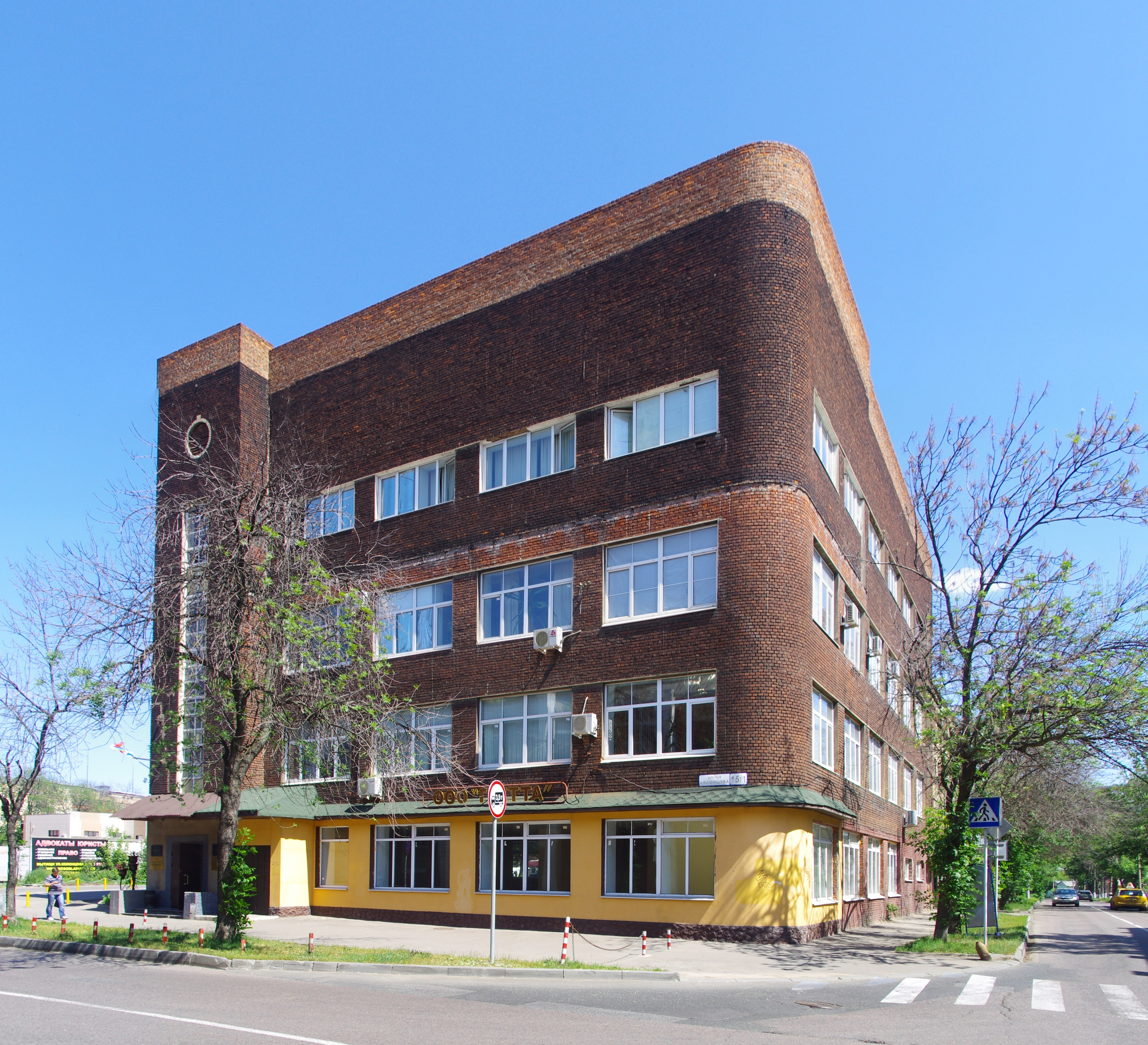
Здание на улице Колонцова (дом 15)

На территории города расположен ряд объектов культурного наследия.
- Селище «Мытищи-1» (памятник археологии XV—XVIII вв.) — Ярославское шоссе, д. 60—88, 61—91.
- Здание вокзала (памятник архитектуры, 1896 г., арх. Л. Кекушев).
- Комплекс зданий Мытищинского вагоностроительного завода (часть завода Метровагонмаш (ММЗ)) (конец XIX — начало XX в.).
- Две дачи дачного посёлка Перловка: деревянная дача купцов Агеевых (памятник архитектуры, 1900-е гг.)[65] — Пионерская ул., д. 10 (по некоторым данным, сгорела и была полностью снесена в 2008 году[66][67][неавторитетный источник]), и деревянная дача Буяновых (памятник архитектуры, рубеж XIX—XX вв.) — 55°53′22″ с. ш. 37°43′22″ в. д.HGЯOул. Селезнёва, д. 41А.
- Комплекс зданий Мытищинской насосной станции (часть Мытищинского водопровода) в Национальном парке «Лосиный Остров».
- Церковь Владимирской иконы Божией матери (памятник архитектуры, 1713 г.) — Ярославское шоссе, д. 93.
- Церковь Благовещения в Тайнинском (памятник архитектуры, 1675—1677 гг.).
- Церковь Донской иконы Божией Матери в Перловке[68].

В 2005 году в центре города построена Церковь Рождества Христова (2005).
На центральной площади города, по периметру памятника В. И. Ленину, расположено 4 фонаря конца 1950-х годов, предположительно проекта М. А. Минкуса. Точно такие же фонари были установлены у вестибюля станции метро «Кропоткинская» (ул. Пречистенка) и у Московского цирка Никулина на Цветном бульваре.

### Культовые учреждения
- Храм Благовещения в Тайнинском
- Храм Владимирской иконы Божией Матери
- Храм Донской иконы Божией Матери в Перловке
- Храм Рождества Христова (с воскресной школой)
- Храм целителя Пантелеймона (с воскресной школой)
- Храм пророка Иоанна Предтечи
- Храм Святого Праведного Иоанна Кронштадтского
- Донской Храм (с воскресной школой)
- Храм-часовня Серафима Саровского в Перловке
- Храм Всех Святский
- Храм Преподобного Сергия Радонежского при Пантеоне защитников Отечества
- Дом молитвы Евангельских христиан-баптистов

### Памятники

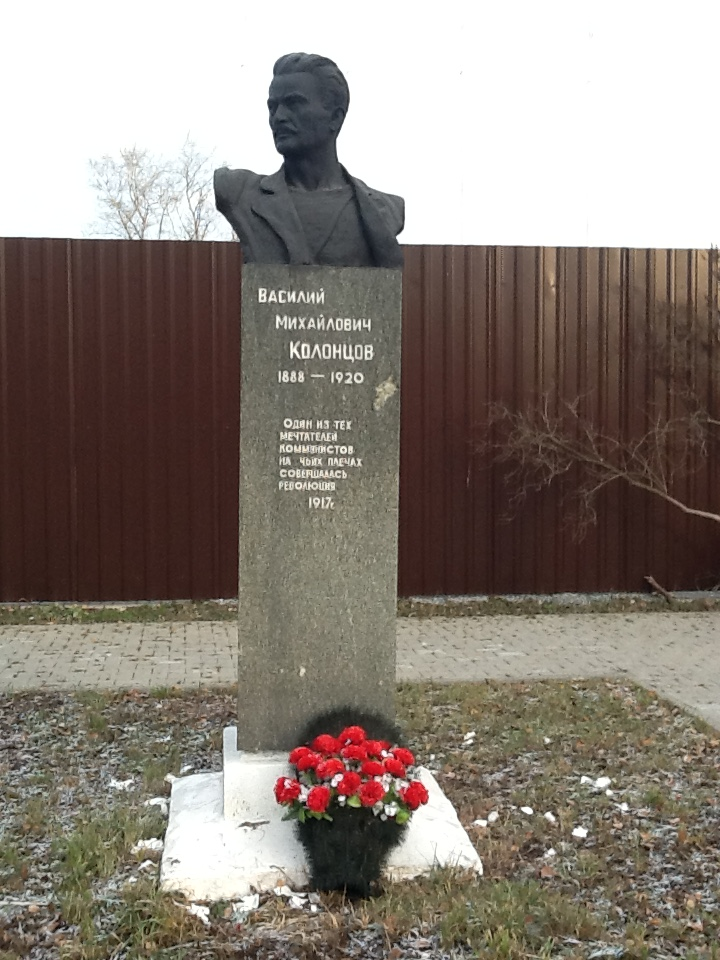
Памятник В. М. Колонцову

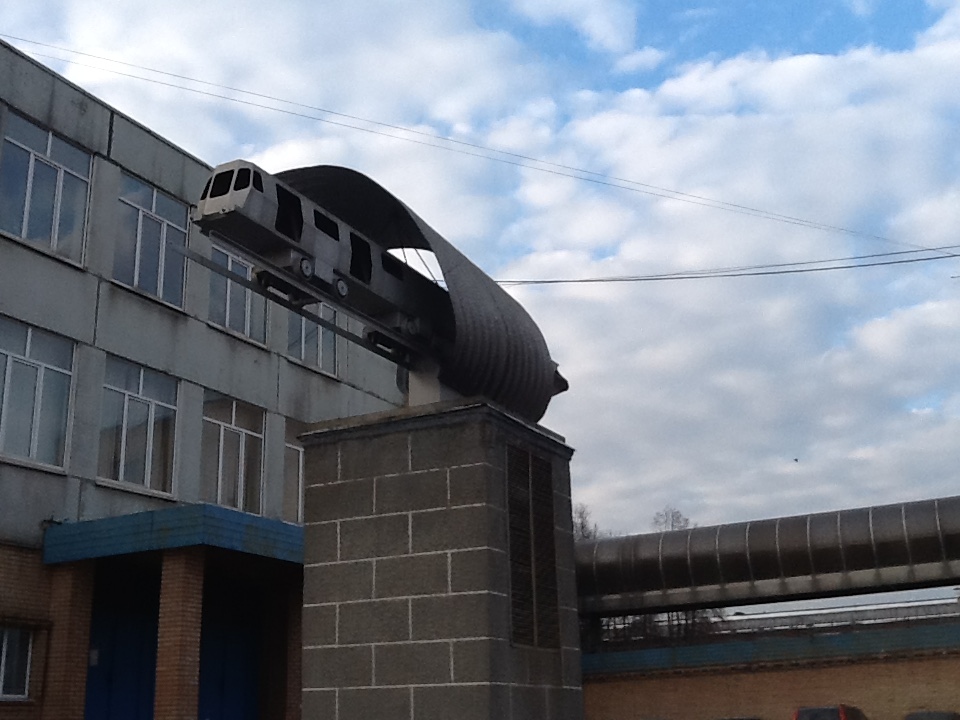
Памятник вагону метро на улице Колонцова рядом со зданием Метровагонмаша

- Памятники В. И. Ленину на привокзальной площади
- Памятники В. И. Ленину
- Памятник «Штык» в честь победы в Великой Отечественной войне
- Мемориал Великой Отечественной войны
- Памятник партизанке В. Д. Волошиной
- Памятник лётчикам Мытищинского аэроклуба (точная копия самолёта У-2 [По-2]). Художник-архитектор Валерий Андросов
- Памятник герою Советского Союза лётчице Н. М. Распоповой
- Памятник космонавту Г. М. Стрекалову
- Памятник А. В. Суворову
- САУ-76М
- ЗСУ-23-4 «Шилка» (памятник конструктору Н. А. Астрову, 1906—1992)
- Памятник В. М. Колонцову (1888—1920), командиру отряда Красной Гвардии, погибшему в годы Гражданской войны в боях с белогвардейцами, в его честь названа центральная улица старых Мытищ — улица Колонцова
- Памятник Д. М. Кедрину
- Памятник Мытищинскому водопроводу
- Памятник древнему волоку, существовавшему на месте современного города (деревянная скульптура «Ладья» около ЦПКиО г. Мытищи)
- Памятник сотрудникам мытищинской милиции, участникам Великой Отечественной войны
- Памятник военным связистам
- Памятник мытищинцам, погибшим при исполнении воинского и служебного долга и в локальных конфликтах
- Скульптура «Кот без хвоста» от города-побратима Габрово
- Памятник Оле Лукойе у театра кукол «Огниво»
- Памятник Семье, любви и верности
- Памятник Николаю II
- Памятник вагону метро
- Памятник самовару
- Памятник погибшему пожарному Ивану Путилину
- Памятная доска И. П. Путилину
- Мемориальная доска «улица Академика Каргина»
- Памятный камень Героям Мытищинцам — погибшим и пострадавшим в радиационных катастрофах. Ветеранам подразделений особого риска
- Памятники на Федеральном военном мемориальном кладбище:

1. Памятник маршалу Дмитрию Язову
2. Памятник маршалу Василию Петрову
3. Памятник маршалу артиллерии Владимиру Михалкину
4. Памятник генералу армии Петру Дейнекину
5. Памятник генералу армии Махмуту Гарееву
6. Памятник генералу армии Виктору Прудникову
7. Памятник генералу армии Игорю Родионову
8. Памятник генералу армии Владимиру Шуралёву
9. Памятник генералу армии Николаю Ковалёву
10. Памятник генералу армии Константину Тоцкому
11. Памятник адмиралу флота Феликсу Громову
12. Памятник адмиралу флота Алексею Сорокину
13. Памятник генерал-полковнику Алексею Ширинкину
14. Памятник генерал-полковнику Леониду Майорову
15. Памятник генерал-полковнику Владимиру Кулакову
16. Памятник генерал-полковнику авиации Вадима Андреева
17. Памятник генерал-лейтенанту Михаилу Калашникову
18. Памятник генерал-лейтенанту Виктору Афанасьеву
19. Памятник генерал-лейтенанту авиации Анатолию Клягину
20. Памятник генерал-лейтенанту авиации Фёдору Стёпкину
21. Памятник генерал-лейтенанту авиации, лётчику-космонавту Владимиру Шаталову
22. Памятник генерал-майору авиации, летчику-космонавту Алексею Леонову
23. Памятник генерал-майору авиации, летчику-космонавту Алексею Губареву
24. Памятник генерал-майору авиации, летчику-космонавту Виктору Горбатко
25. Памятник генерал-майору авиации, летчику-космонавту Анатолию Филипченко
26. Памятник генерал-майору Анатолия Сумину
Памятник погибшим в авиакатастрофе под Сочи (2016)

## Фотогалерея

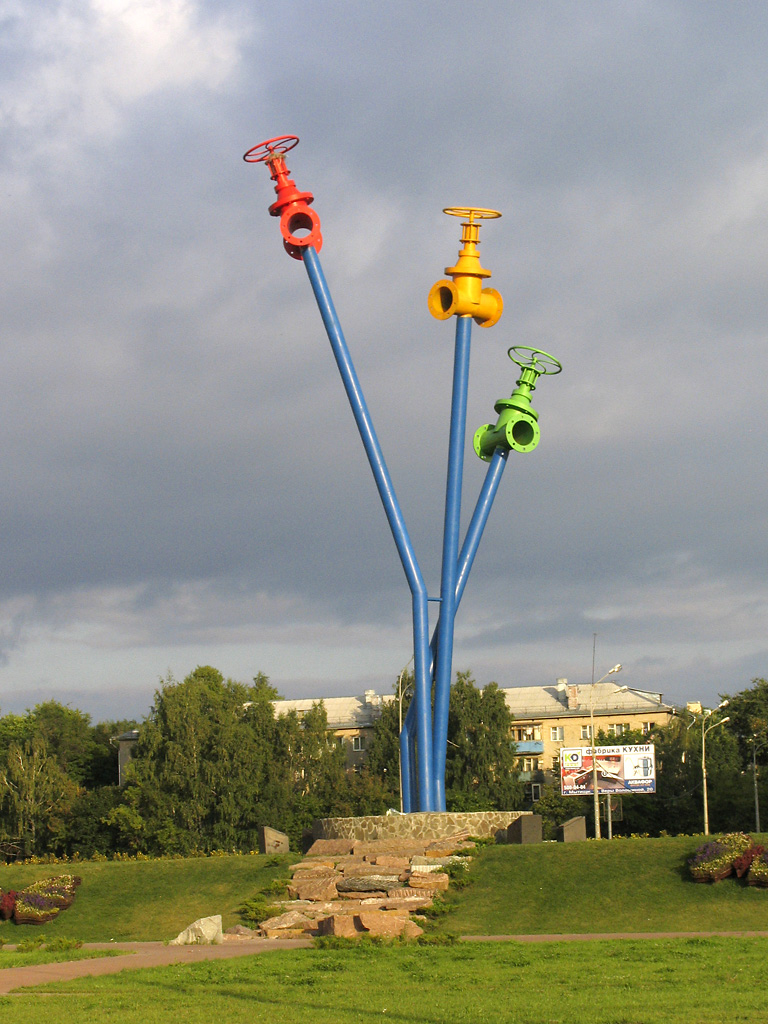
Памятник в честь 200-летия первого российского водопровода(был демонтирован)
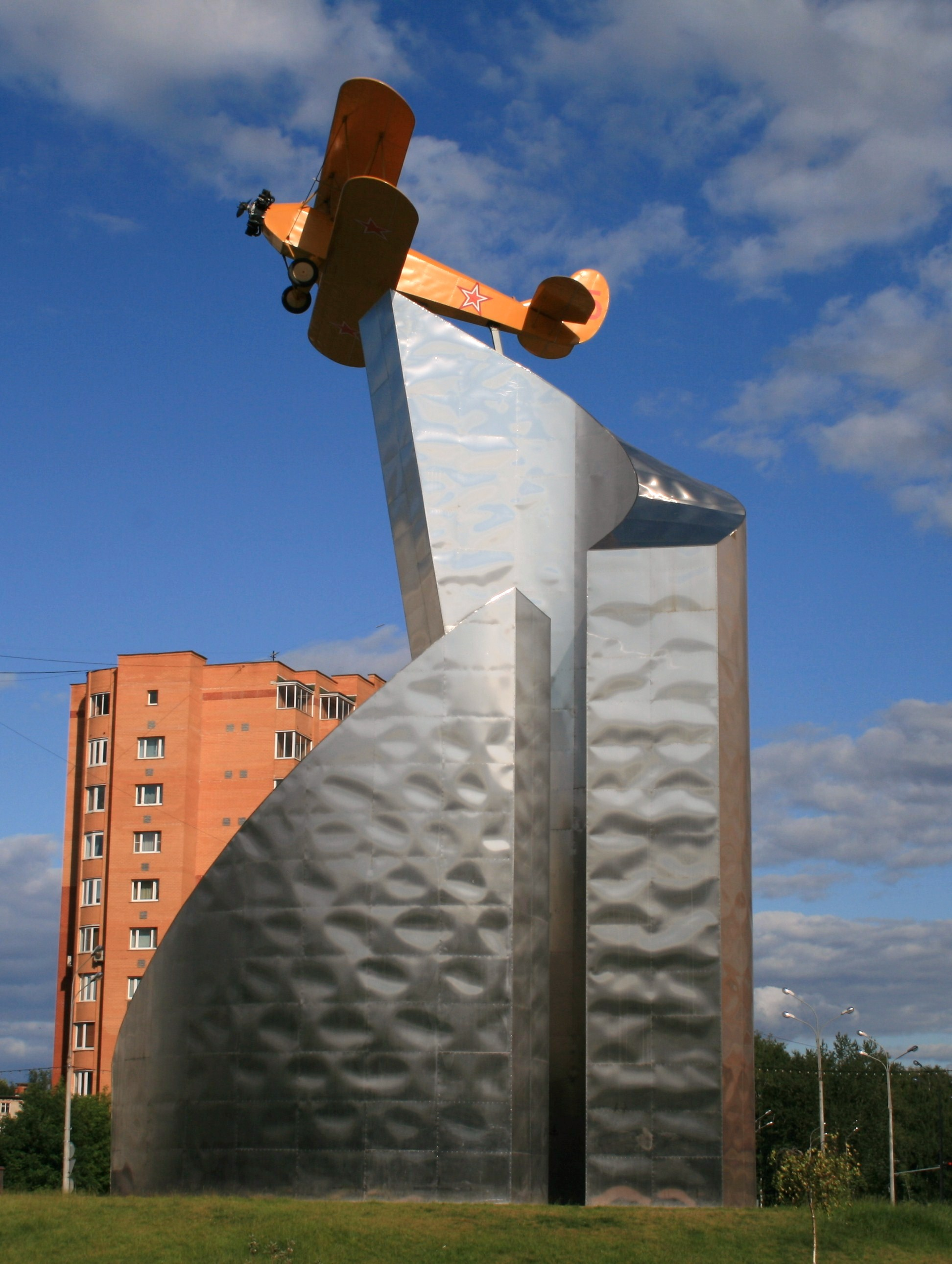
Памятник самолёту У-2 (ПО-2). Художник-архитектор Валерий Андросов
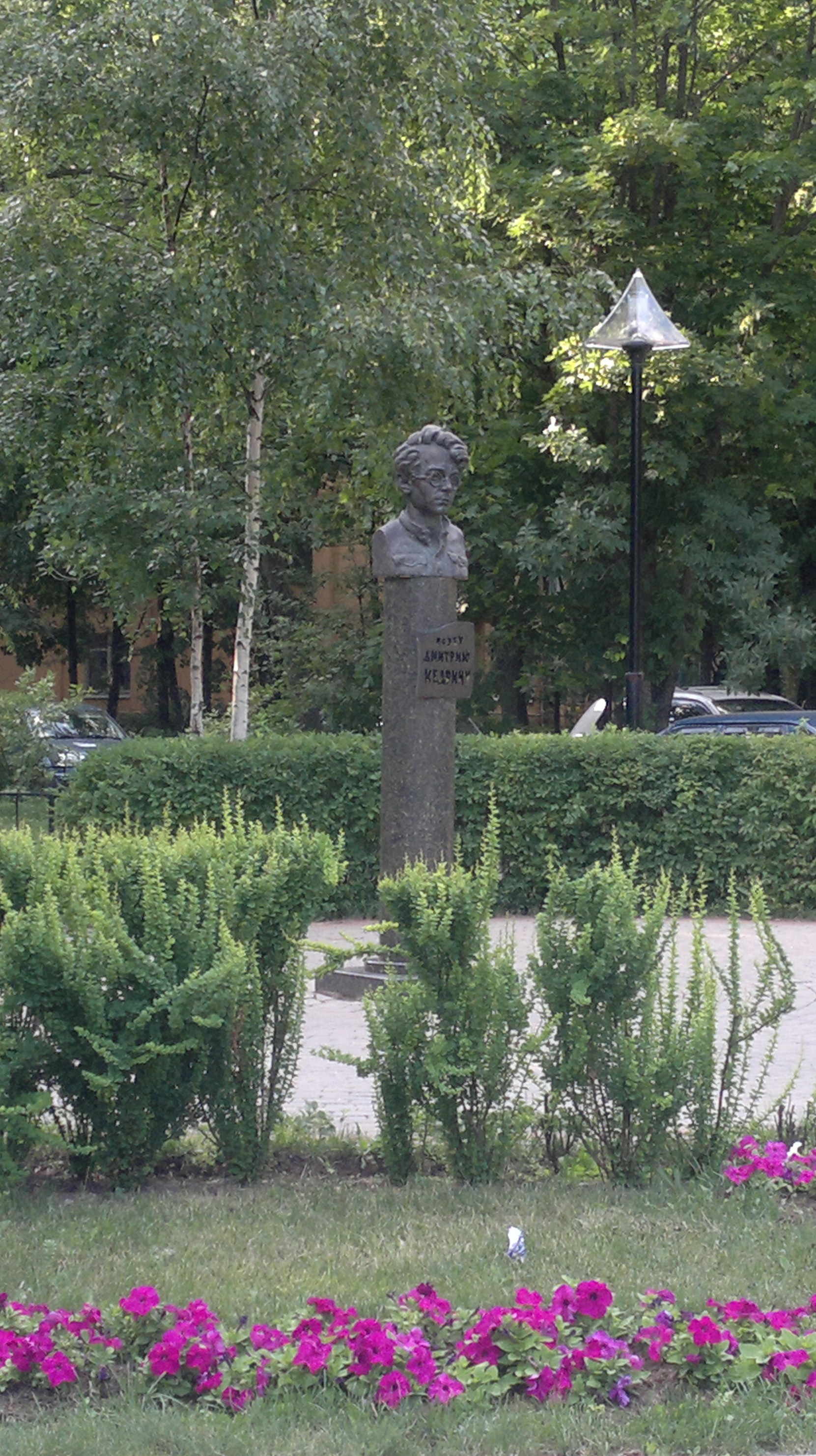
Памятник Д. Б. Кедрину
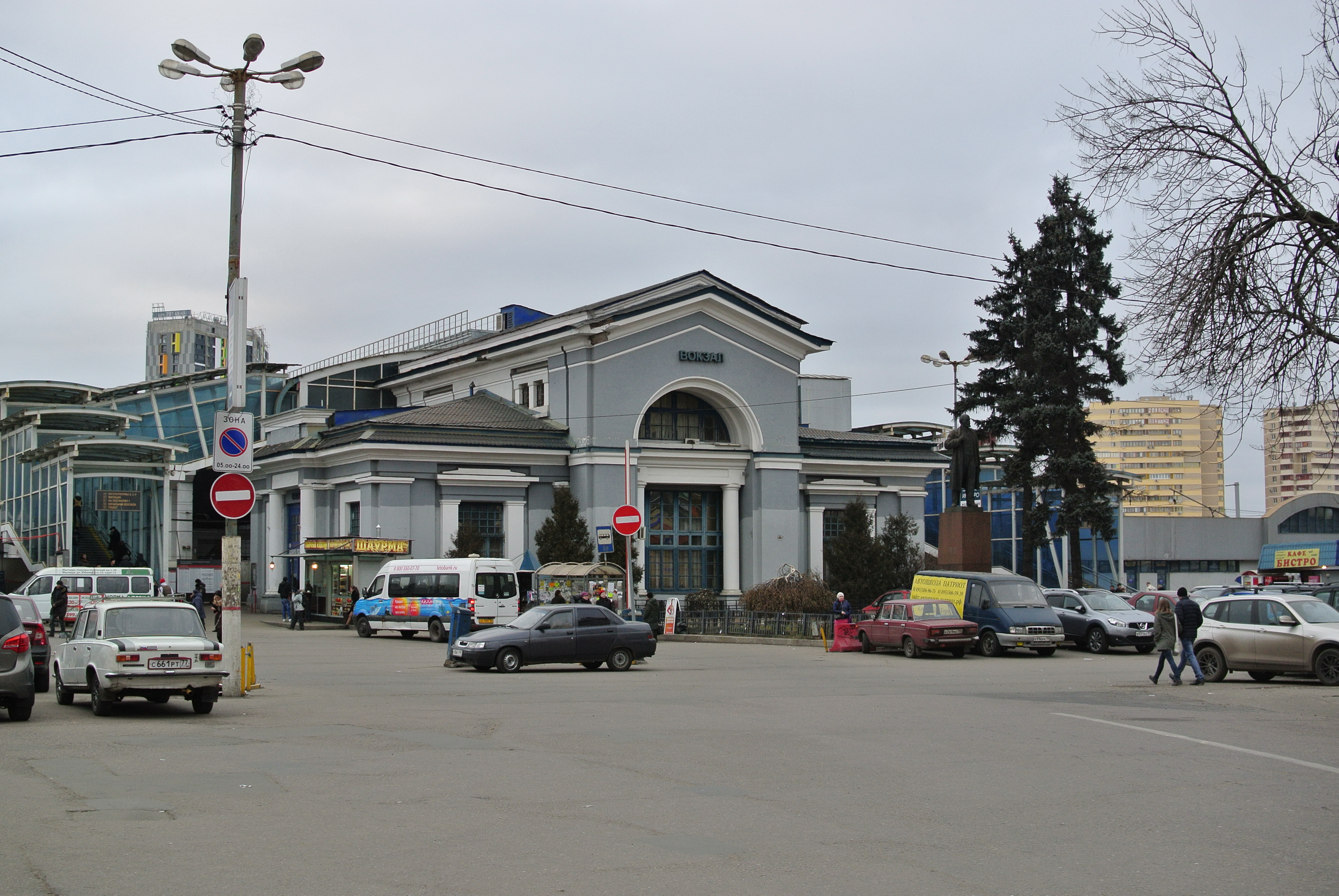
Вокзальная площадь в Мытищах и старое здание вокзала

## Культура и искусство

### Музеи и картинная галерея
- Мытищинский историко-художественный музей (ул. Мира, д. 4, http://www.museum.ru/M476. Режим работы: пн — вт и последняя пятница месяца: выходной; ср — сб: 9:00 — 17:00; вс: 9:00 — 16:00. Билеты: взрослые — 40 руб.; студенты, школьники — 20 руб.; пенсионеры — 30 руб.; в последнюю среду месяца вход свободный).
- Мытищинский музей Охраны природы (ул. Мира, д.19. Режим работы: пн: выходной; вт — чт: 9:00 — 18:00; пт: 9:00 — 17:00; сб: 9:00 — 15:00. Вход свободный).
- Мытищинская картинная галерея (Новомытищинский проспект, 36/7, http://mrk-gallery.ru/. Режим работы: пн — вт: выходной; ср: 11:00 — 19:00; чт: 12:00 — 20:00; пт — сб: 11:00 — 19:00; вс: 10:00 — 17:00. Продажа билетов прекращается за 30 мин. до закрытия. Билеты: взрослые — 60 руб.; студенты, школьники, пенсионеры — 30 руб.; дети до 7 лет — бесплатно).
- Минералогический музей МГОПУ (ул. Веры Волошиной, 24).
- Музей истории Мытищинской милиции.
- Музей истории кооперации (ул. Веры Волошиной, д. 12/30). время работы с понедельника по пятницу с 09.00 до 18.00

### Театры

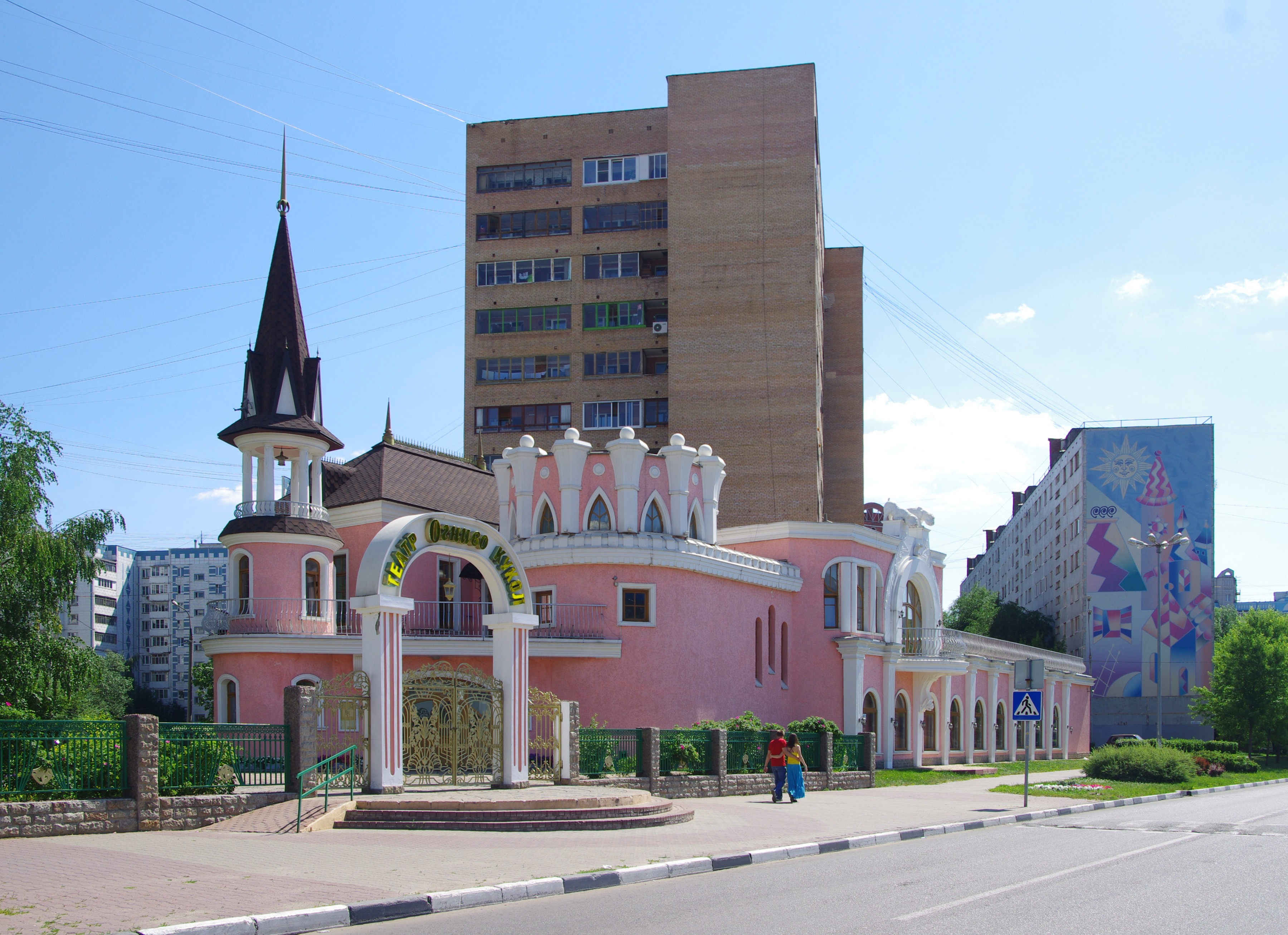
Здание театра кукол «Огниво»

Действуют театр кукол «Огниво», театр драмы и комедии «ФЭСТ».

### Дома культуры
В Мытищах действуют Дома культуры: РДКД «Яуза», ДК «Леонидовка», МБУ МЦ «Маяк», Молодёжный центр «Родина», Районный дворец молодёжи. Ранее действовал ДК «Метровагонмаш» (снесён в конце 2013 года).

### Фестивали и конкурсы
В разное время город представляли достаточно известные и успешные команды КВН. Первой таковой в 1990 г. стала команда КВН МКИ (Московского Кооперативного Института, расположенного в г. Мытищи), участвовавшая в Московской лиге КВН и ставшая её чемпионом в 1992 г. Продолжателями традиций мытищинского КВН стала команда «Мытищинский самовар» (1996—2001 гг.), поделившая звание чемпиона московского КВН в 1999 г. с женской сборной МГСУ. Третьей мытищинской командой КВН, оставившей значительный след в Лигах международного союза КВН, была команда «Ребята с нашего двора» (2001—2007 гг.). Ребята дважды добирались до финалов, но так и не смогли завоевать чемпионство ни в одной официальной лиге МС КВН и после сезона 2007 г. было принято решение объединиться с квнщиками из г. Пушкино. Так появилась мытищинская команда КВН «Обратная сторона Москвы», которая в 2008—2009 годах играла в Премьер-лиге Международного союза КВН.

## Мытищи в искусстве

### В живописи
- Картина В. Г. Перова «Чаепитие в Мытищах, близ Москвы».

### В литературе
- В романе Л. Н. Толстого «Война и мир» (писатель бывал в Мытищах, хорошо знал эти места, окрестности обошёл пешком):
  - один из эпизодов, связанных с семьёй Ростовых, происходит в Мытищах 2 сентября 1812 года (том 3, часть 3, глава XXX);
  - эпизод с князем Андреем (том 3, часть 3, глава XXXII).
- В стихотворении Н. М. Языкова «Мытищи» из цикла стихотворений ([Дорожные экспромты]).
- В романе И. С. Шмелёва «Богомолье» (Глава «На святой дороге 1»): «А вот и Мытищи, тянет дымком, навозом…».
- В книге Н. Н. Воронцова-Вельяминова «Рассказы московского охотника» (Глава «Мытищи»).
- В книге «Аквариум» Виктора Суворова есть сюжет про вербовку на «Мытищинском ракетном заводе» (сейчас — ПАО «Ракетно-космическая корпорация „Энергия“ имени С. П. Королёва», в 1950-е имел название «Мытищинский завод им. Калинина»).
- В стихотворении Игоря Иртеньева «Приглашение в Мытищи».

### В кинематографе
- 1939 — В фильме «Ошибка инженера Кочина» два эпизода снимались около железнодорожной развязки с Подлипковской веткой.
- 1963 — В фильме «Выстрел в тумане» небольшая сцена снята на станции Мытищи.
- 1979 — В фильме «Сыщик» небольшая сцена снята на площади у железнодорожной станции Мытищи.
- 2003 — Один из эпизодов сериала «Таксист/Крутые повороты» снимался на площади у станции Мытищи.
- 2009 — В сериале «Танго с ангелом» съёмки проходили в Мытищах на центральной площади и в распределительном зале (крытый мост) станции «Мытищи».
- 2010 — В сериале «Глухарь» было несколько эпизодов на Вокзальной площади.
- 2013 — В сериале «Молодёжка» были эпизоды на площади около администрации, а также возле Ледового дворца «Арена Мытищи».

## СМИ

### Печать
Издаются газеты:
- «Мытищи09» издательства «Х-пресс»,
- «Родники» (ранее «За коммунизм»),
- «Неделя в округе»,
- «Сорока»,
- «Мытищинский городовой».

### Телевидение
В городе имеется собственный телеканал «Первый Мытищинский» (до 2012 «ТВ Мытищи»). Также с 2010 по 2016 год работал второй телеканал «Наши Мытищи».

## Спорт
- ледовая Арена «Мытищи»;

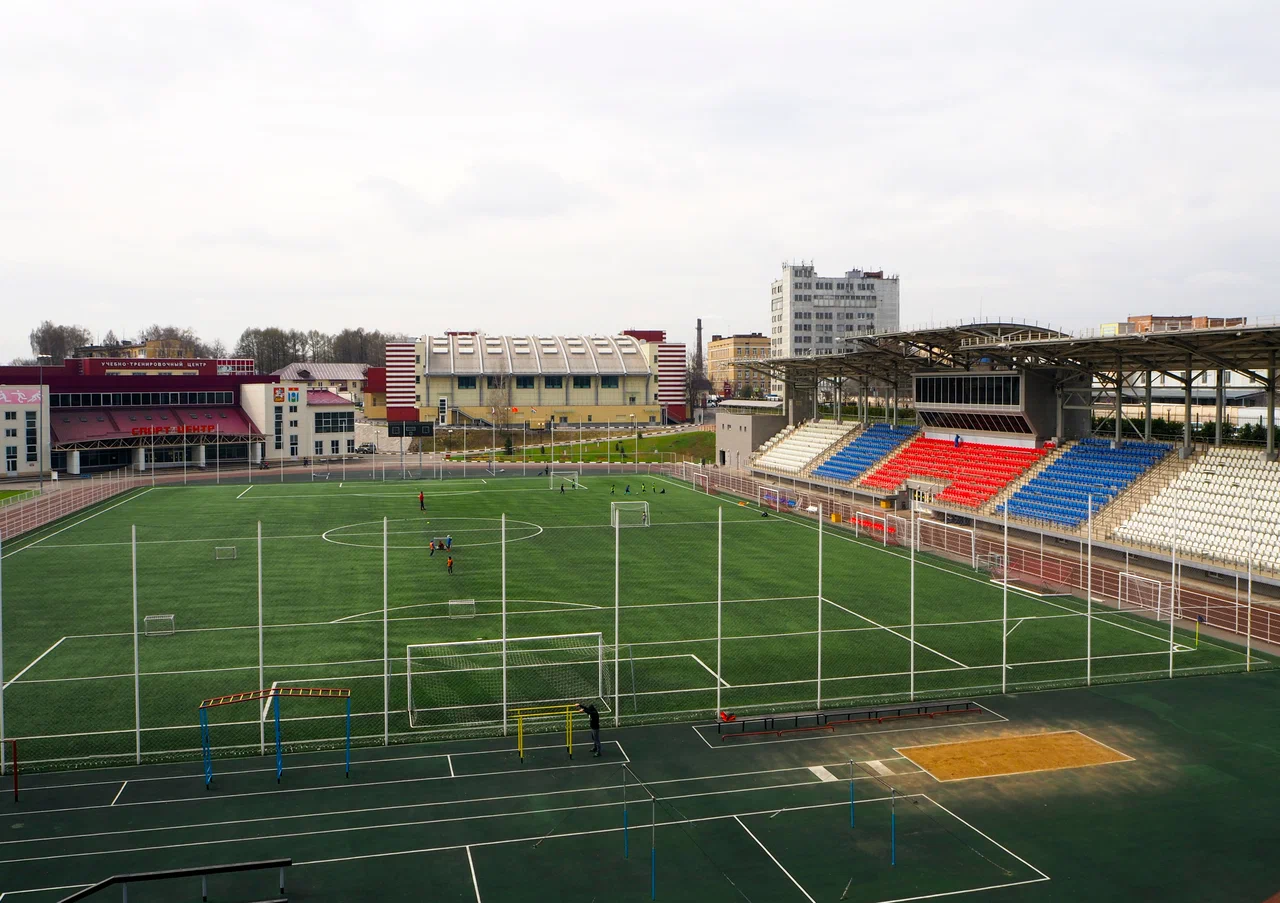
Стадион «Строитель»

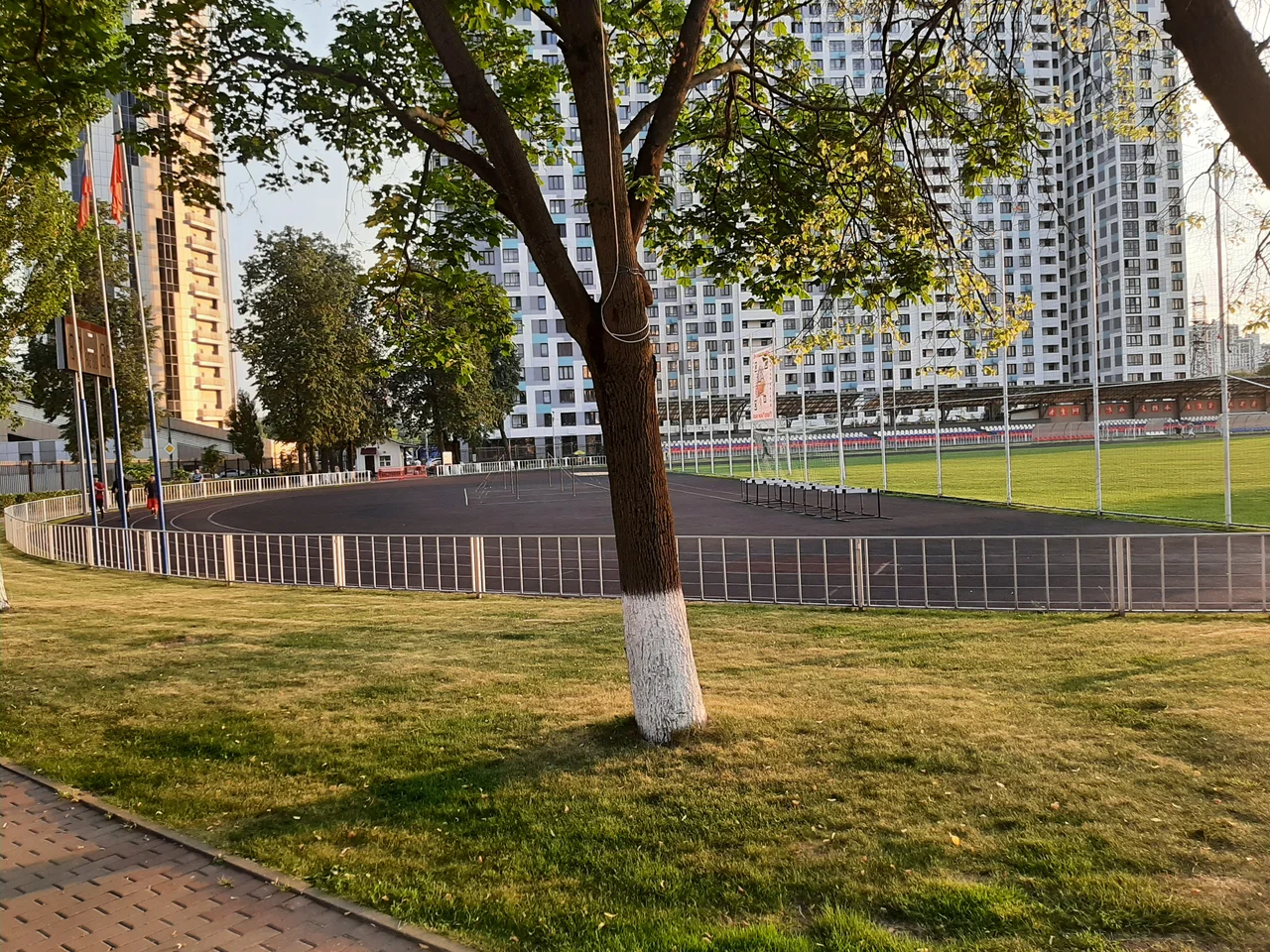
Стадион «Торпедо»

В Континентальной хоккейной лиге город и Московскую область до 2015 года представлял выступавший там хоккейный клуб «Атлант», в Молодёжной хоккейной лиге город представляет клуб «Атланты» — молодёжная команда ХК «Атлант», а мини-футбольный клуб «Мытищи» до 2015 года представлял город в Суперлиге.
В Мытищах функционирует Мытищинская футбольная лига, в которой участвует более 60 команд.
Действуют значимые спортивно-оздоровительные учреждения:
- крупнейший в Московском регионе «Аквапарк Ква-Ква» в торговом центре XL;

- стадион пляжного волейбола;

- стадион «Строитель»;

- стадион «Торпедо»;

- стадион им. Дмитрия Аленичева;

- картодром;
- Олимпийский стрелковый комплекс «Динамо», где во время московской Олимпиады 1980 года проходили соревнования по пулевой стрельбе (в том числе в программе современного пятиборья).

## Кладбища
Захоронения в Мытищах производится на Волковском кладбище. Кладбище расположено за Северной ТЭЦ. На кладбище есть колумбарий, храм-часовня Воскресения Словущего, производится изготовление памятников и надгробий.
Рядом с Волковским кладбищем создано Федеральное военное мемориальное кладбище с Пантеоном для захоронения выдающихся деятелей России.

## Города-побратимы

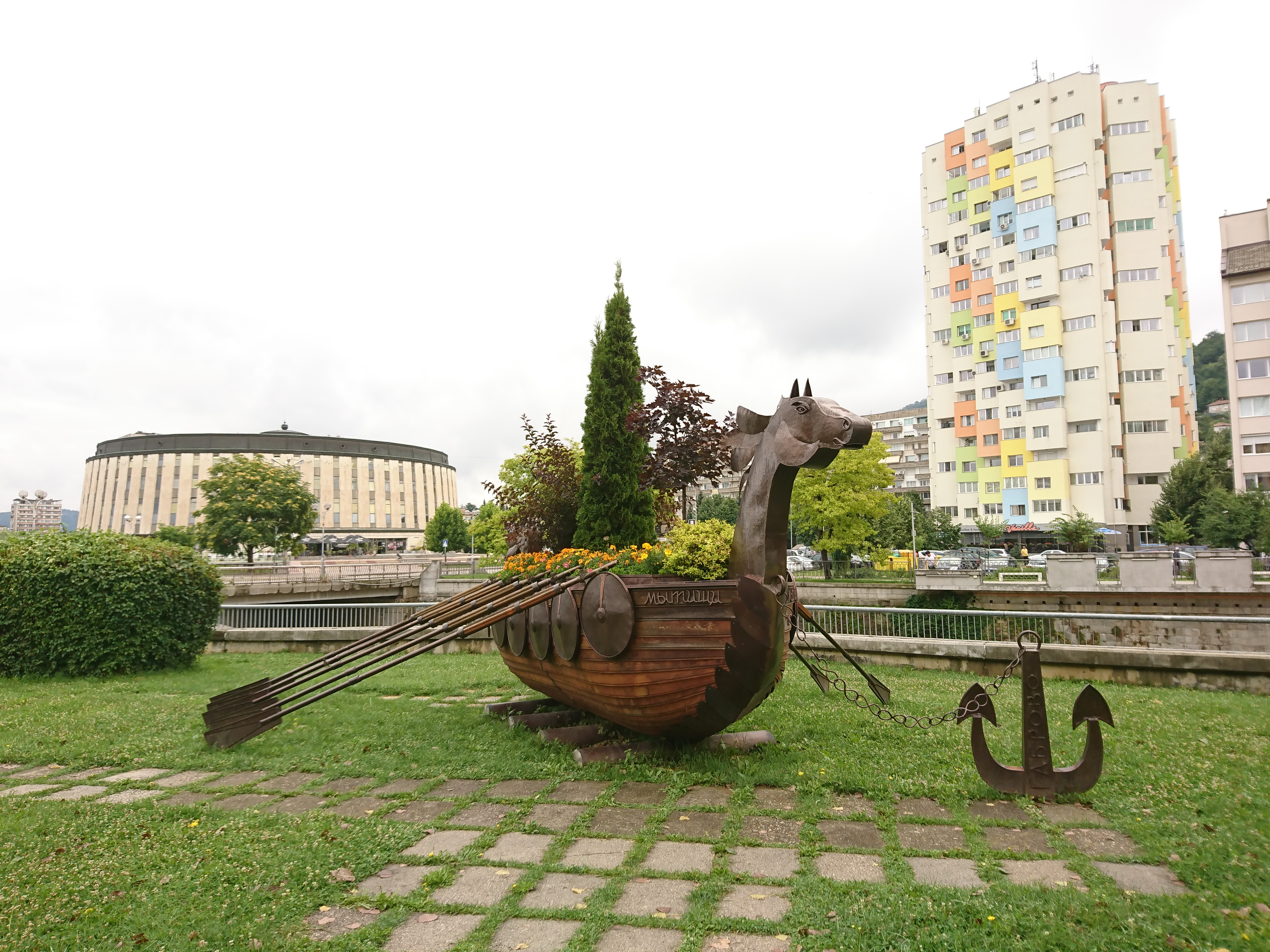
Художественная композиция корабля с цветами из Мытищ в городе-побратиме Габрово (Болгария).

Имеет города-побратимы:
- Ангарск, Россия[72]
- Усть-Кут, Россия
- Балтийск, Россия[73]
- Пенза, Россия
- Барановичи (бел. Баранавічы), Беларусь
- Борисов (бел. Барысаў), Беларусь
- Жодино (бел. Жодзіна), Беларусь
- Смолевичи (бел. Смалявічы), Беларусь
- Габрово (болг. Габрово), Болгария
- Лекко (итал. Lecco), Италия
- Монтрёй (фр. Montreuil), Франция
- Нимбурк (чеш. Nymburk), Чехия
- Плоцк (пол. Płock), Польша